# Lepidokrokit
Lepidokrokit (auch Rubinglimmer) ist ein eher selten vorkommendes Mineral aus der Mineralklasse der „Oxide und Hydroxide“ mit der chemischen Zusammensetzung γ-Fe3+O(OH) und ist damit chemisch gesehen Eisen(III)-hydroxidoxid. 
Lepidokrokit kristallisiert im orthorhombischen Kristallsystem und entwickelt meist tafelige bis kurzprismatische Kristalle bis etwa 2 mm Größe, die gelegentlich zu rosettenförmigen Mineral-Aggregaten zusammentreten. Auch radialstrahlig-nadelige, körnige, faserige und erdig-massige Aggregate sind bekannt. 
Das Mineral ist von dunkelroter bis rotbrauner Farbe und hat eine ähnliche, rötlichbraune Strichfarbe. Auf den Kristallflächen zeigt sich ein diamantähnlicher bis schwach metallischer Glanz, feinnadelige Aggregate schimmern dagegen eher seidenähnlich.

## Etymologie und Geschichte
Erstmals entdeckt wurde Lepidokrokit etwa zeitgleich in der Grube Eisenzecher Zug bei Eiserfeld (Siegen) in Deutschland und am Zlaté Hory (deutsch: Zuckmantel) in Tschechien. Die Analyse und Erstbeschreibung erfolgte 1813 durch Johann Christoph Ullmann, der es aufgrund seiner gelegentlich blättrigen bis nadelig-faserigen Kristallausbildung nach den griechischen Wörtern λεπιδιον für „schuppig“ und κρόκη für „Faden“ oder „Gewebe“ benannte.
Ullmann beschrieb 1814 neben dem Lepidokrokit als Bestandteil von Brauneisenstein auch einen „rubinroten Eisenglimmer“ (kurz Rubinglimmer), den er als Pyrrhosiderit (griechisch: Πύρρος für ‚feuerfarbig‘ und σίδηρος für ‚Eisen‘) bezeichnete und mit dem gemeinen Eisenglimmer verglich, wobei er ausführlich auf deren unterscheidende Merkmale einging. Hausmann setzt jedoch den Pyrrhosiderit dem Lepidokrokit gleich.

## Klassifikation
In der veralteten 8. Auflage der Mineralsystematik nach Strunz gehörte der Lepidokrokit zur Mineralklasse der „Oxide und Hydroxide“ und dort zur Abteilung der „Hydroxide und oxidische Hydrate“, wo er zusammen mit Böhmit die „Böhmit-Reihe“ mit der System-Nr. IV/F.04c innerhalb der „Diaspor-Böhmit-Gruppe“ (IV/F.04) bildete.
Im zuletzt 2018 überarbeiteten und aktualisierten Lapis-Mineralienverzeichnis nach Stefan Weiß, das sich im Aufbau noch nach dieser alten Form der Systematik von Karl Hugo Strunz richtet, erhielt das Mineral die System- und Mineral-Nr. IV/F.06-040. In der „Lapis-Systematik“ entspricht dies ebenfalls der Abteilung „Hydroxide und oxidische Hydrate (wasserhaltige Oxide mit Schichtstruktur)“, wo Lepidokrokit zusammen mit Akaganeit, Böhmit, Diaspor, Feitknechtit, Feroxyhyt, Goethit, Groutit, Manganit, Schwertmannit und Tsumgallit die unbenannte Gruppe IV/F.06 bildet.
Die von der International Mineralogical Association (IMA) zuletzt 2009 aktualisierte 9. Auflage der Strunz'schen Mineralsystematik ordnet den Lepidokrokit in die bereits feiner unterteilte Abteilung der „Hydroxide (ohne V oder U)“ ein. Diese ist zudem weiter unterteilt nach der möglichen Anwesenheit von Hydroxidionen bzw. Kristallwasser und der Kristallstruktur, so dass das Mineral entsprechend seiner Zusammensetzung und seinem Aufbau in der Unterabteilung „Hydroxide mit OH, ohne H2O; Lagen kantenverknüpfter Oktaeder“ zu finden ist, wo es zusammen mit Böhmit die „Böhmitgruppe“ mit der System-Nr. 4.FE.15 bildet.
Auch die Systematik der Minerale nach Dana ordnet den Lepidokrokit in die Klasse der „Oxide und Hydroxide“ und dort in die Abteilung der „Hydroxide und hydroxyhaltige Oxide“ ein. Hier ist er zusammen mit Böhmit und Guyanait in der „Böhmitgruppe“ mit der System-Nr. 06.01.02 innerhalb der Unterabteilung „Hydroxide und hydroxyhaltige Oxide mit der Formel: X3+OOH“ zu finden.

## Kristallstruktur

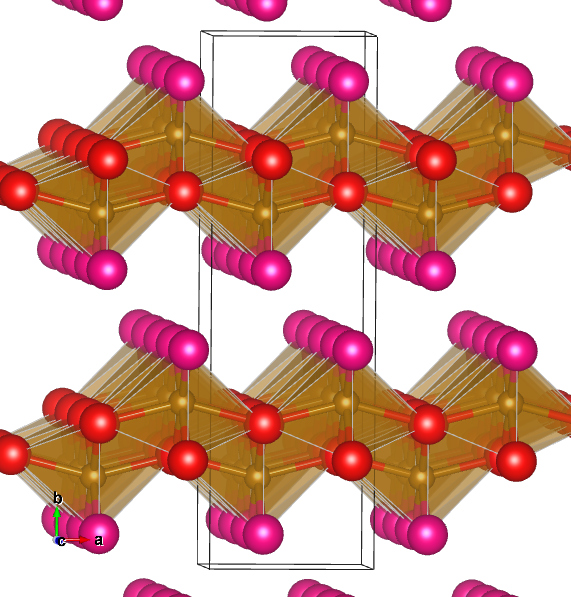
Kristallstruktur von Lepidokrokit

Lepidokrokit kristallisiert isotyp mit Böhmit im orthorhombischen Kristallsystem in der Raumgruppe Cmc21 (Raumgruppen-Nr. 36) mit den Gitterparametern a = 3,08 Å; b = 12,50 Å und c = 3,87 Å sowie 4 Formeleinheiten pro Elementarzelle.
Die Kristallstruktur von Lepidokrokit besteht aus Doppelschichten von kantenverknüpften, verzerrten Fe(O,OH)6-Oktaedern, die zusammen Ketten parallel der c-Achse [001] bilden. Jedes Fe3+-Ion ist dabei von sechs O2−-Ionen umgeben (koordiniert). Die Doppelschichten werden über H+-Ionen nur schwach verbunden, was die Ursache für die vollkommene Spaltbarkeit parallel der b-Achse ist.

## Modifikationen und Varietäten
Die Verbindung Fe3+O(OH) ist trimorph, kommt also neben dem orthorhombisch kristallisierenden Lepidokrokit noch als trigonal kristallisierender Feroxyhyt und als ebenfalls orthorhombisch, wenn auch mit anderer Raumgruppe und anderen Zellparametern, kristallisierender Goethit vor.
Unter der veralteten und 1980 diskreditierten Bezeichnung Glockerit wurde ein kryptokristalliner Lepidokrokit bekannt.

## Bildung und Fundorte

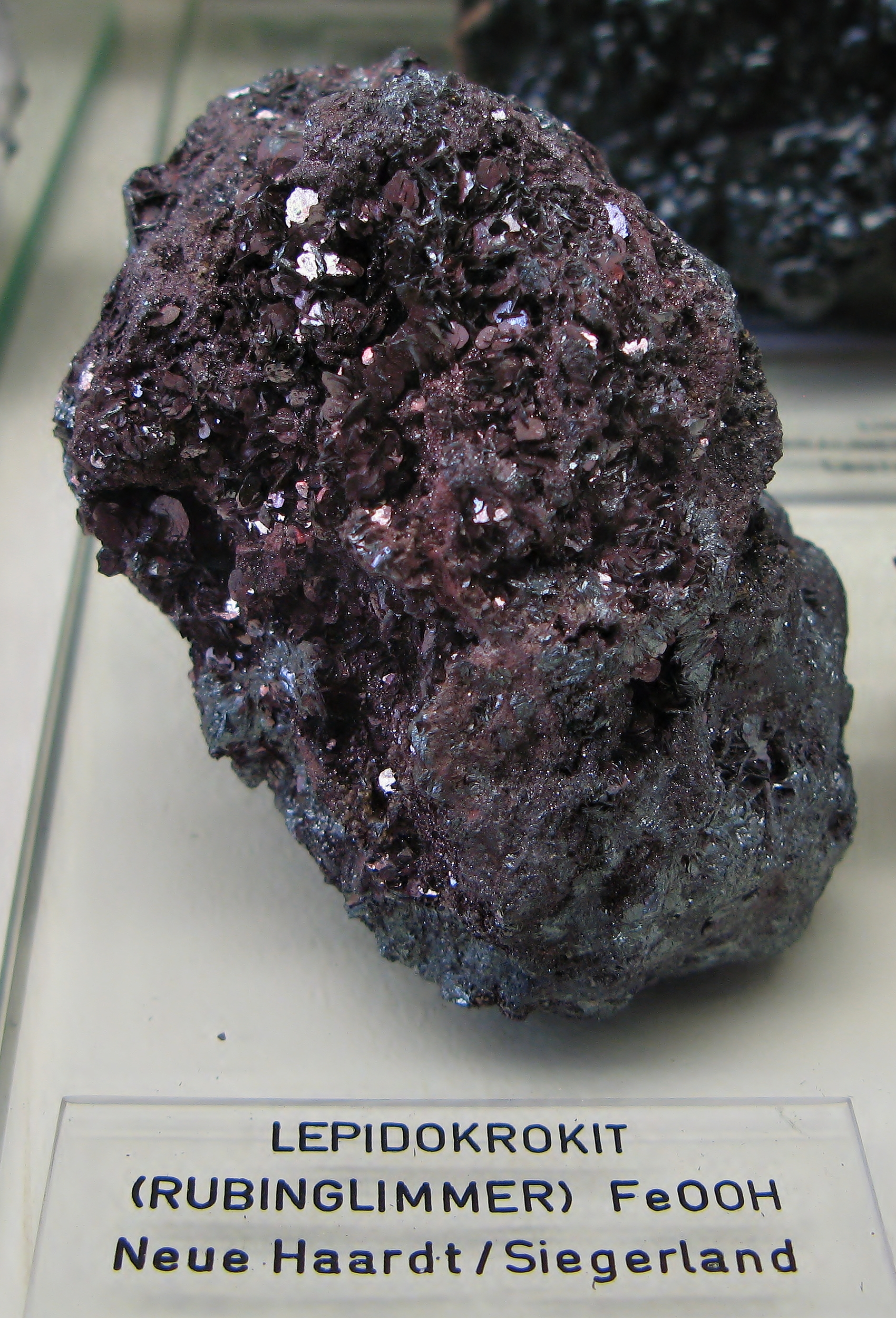
Körniger Lepidokrokit aus dem Siegerland – Ausgestellt im Mineralogischen Museum Bonn

Lepidokrokit bildet sich als typisches Sekundärmineral durch Verwitterung bzw. Oxidation anderer eisenhaltiger Minerale in oberen Bodenschichten (z. B. als Niederschlag aus dem Grundwasser) ebenso wie in mineralischen Lagerstätten oder in marinen Manganknollen. Zusammen mit Goethit bildet Lepidokrokit den Hauptgemengteil von Limonit (Brauneisenstein). In Erzlagerstätten findet er sich auch auf traubigem Goethit aufgewachsen oder mit Pyrit vergesellschaftet. 
Als eher seltene Mineralbildung kann Lepidokrokit an verschiedenen Fundorten zum Teil zwar reichlich vorhanden sein, insgesamt ist er aber wenig verbreitet. Weltweit sind bisher rund 400 Fundorte (Stand: 2010) bekannt. In Deutschland findet sich das Mineral neben seiner Typlokalität im Siegerland noch im Schwarzwald, Odenwald, Fichtelgebirge, Oberpfälzer Wald, Spessart, Taunus, im Harz, Sauerland, der Eifel, im Hunsrück und im Erzgebirge. In Österreich wurde Lepidokrokit vor allem in den Regionen Kärnten, Salzburg, Steiermark und Tirol gefunden. In der Schweiz trat das Mineral vor allem in den Kantonen Bern, Schaffhausen, Wallis und Zürich auf.
Weitere Fundorte sind Ägypten, Australien, Belgien, Bolivien, Brasilien, Bulgarien, China, Frankreich, Griechenland, Grönland, Indien, Iran, Iran, Israel, Italien, Japan, Kanada, Kasachstan, Kroatien, Madagaskar, Mexiko, Namibia, Niederlande, Neuseeland, Norwegen, Polen, Portugal, Rumänien, Schweiz, Slowakei, Slowenien, Spanien, Südafrika, Tschechien, Türkei, Ukraine, Ungarn, Usbekistan, die US-Virgin Islands, das Vereinigte Königreich und die Vereinigten Staaten von Amerika (USA). Auch in Gesteinsproben des mittelatlantischen Rückens wurde Lepidokrokit gefunden.

## Verwendung
Lepidokrokit wird bei lokaler Anhäufung als Eisenerz genutzt.